# Perchtoldsdorf
Perchtoldsdorf  osztrák mezőváros Alsó-Ausztria Mödlingi járásában. 2022 januárjában 14 886 lakosa volt.

## Elhelyezkedése

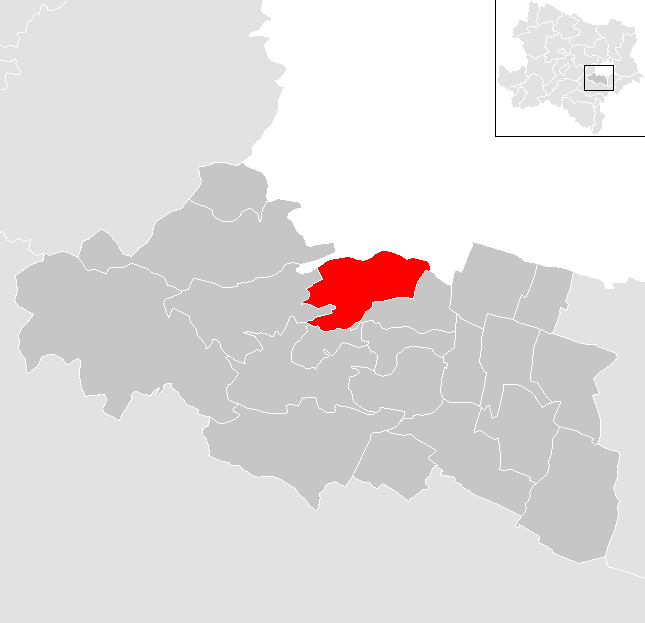
Perchtoldsdorf a Mödlingi járásban

Perchtoldsdorf  a tartomány Industrieviertel régiójában a Bécsi-erdő és a Bécsi-medence találkozásánál fekszik, Bécstől közvetlenül délnyugatra. Területének 27,6%-a erdő, 9% áll mezőgazdasági művelés alatt. 
A környező önkormányzatok: északra Bécs Liesing kerülete, keletre Brunn am Gebirge, délre Gießhübl, délnyugatra Hinterbrühl, nyugatra Kaltenleutgeben.

## Története

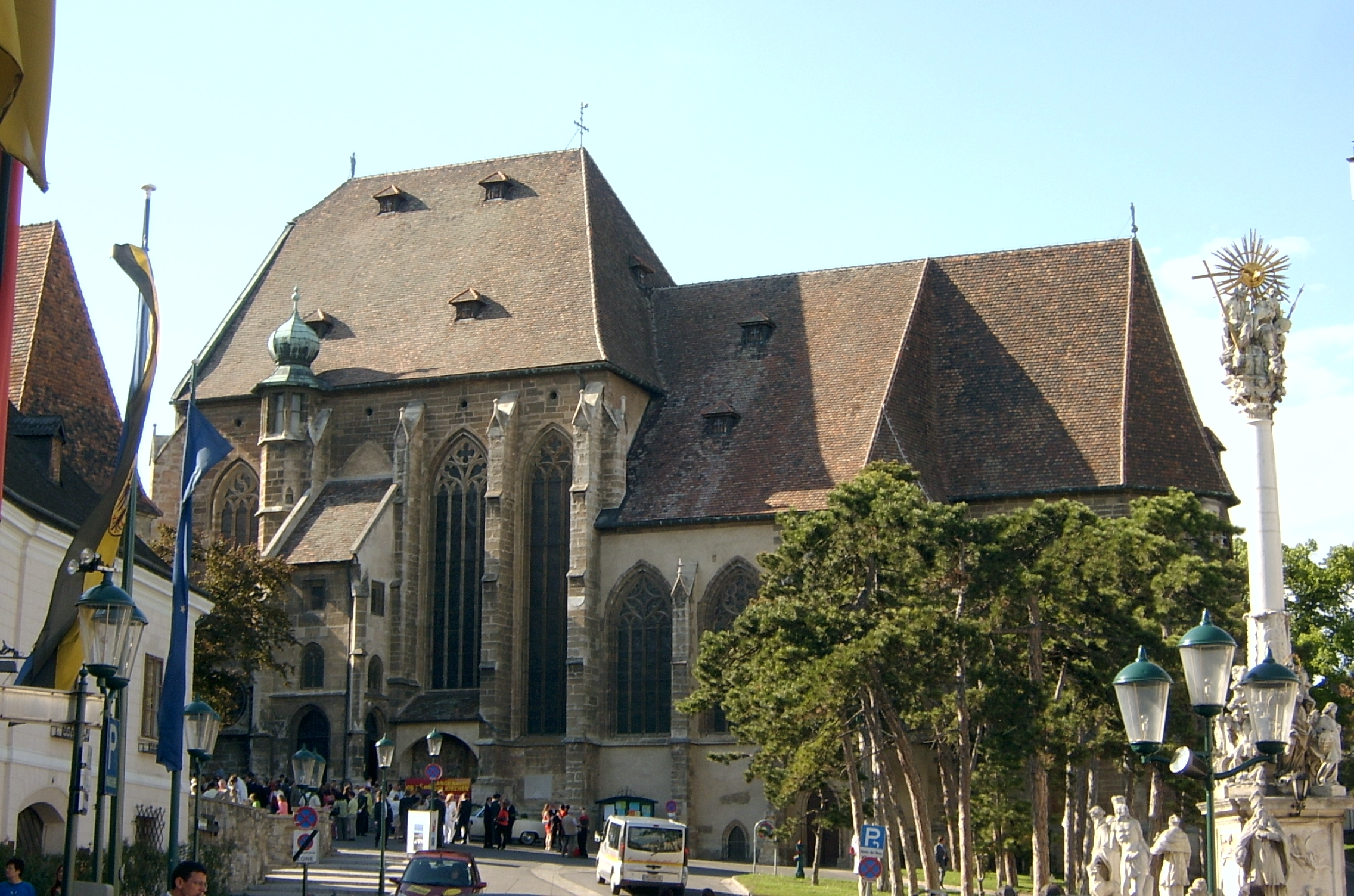
A Szt. Ágoston-plébániatemplom

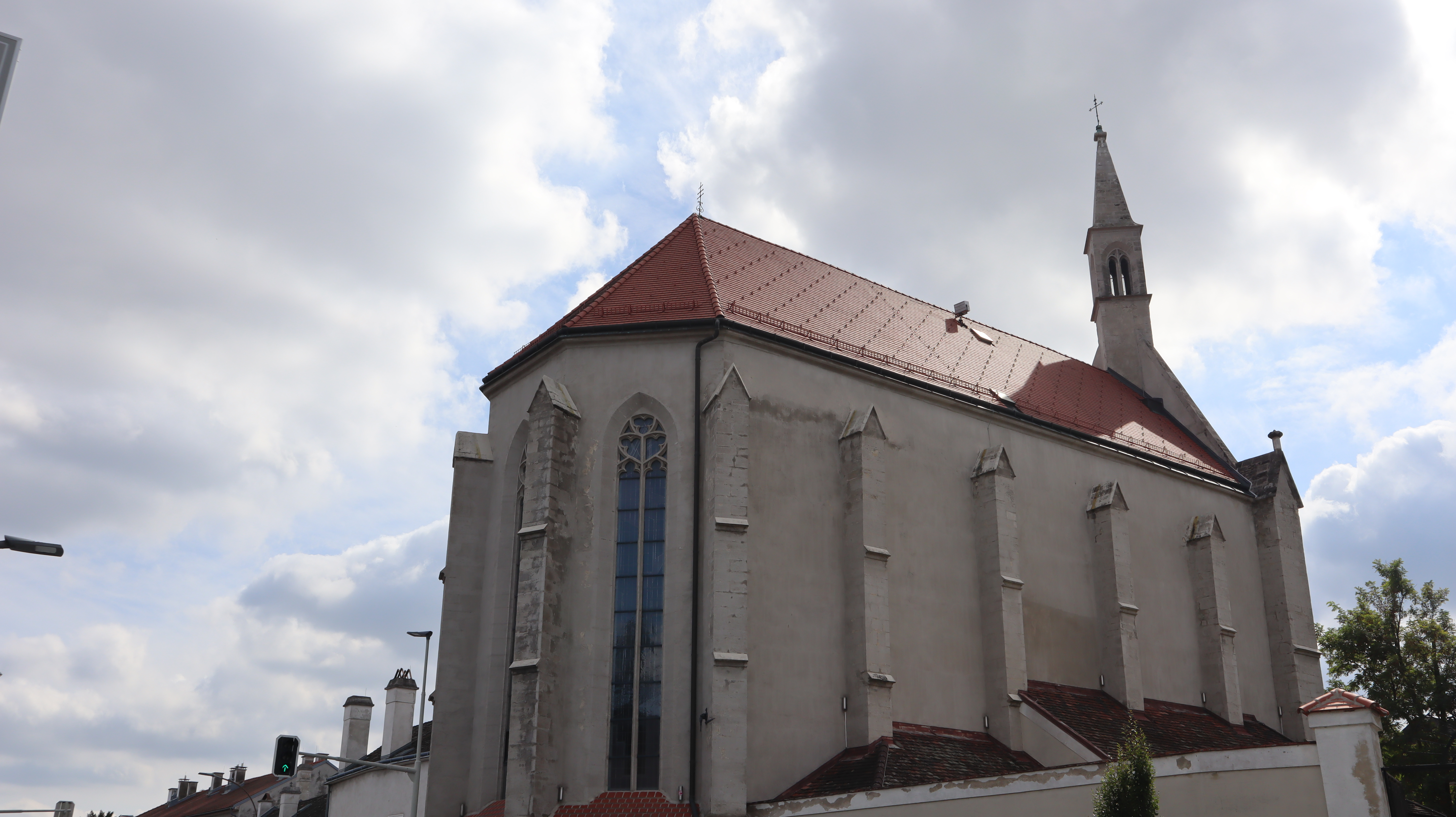
Az ispotályos templom

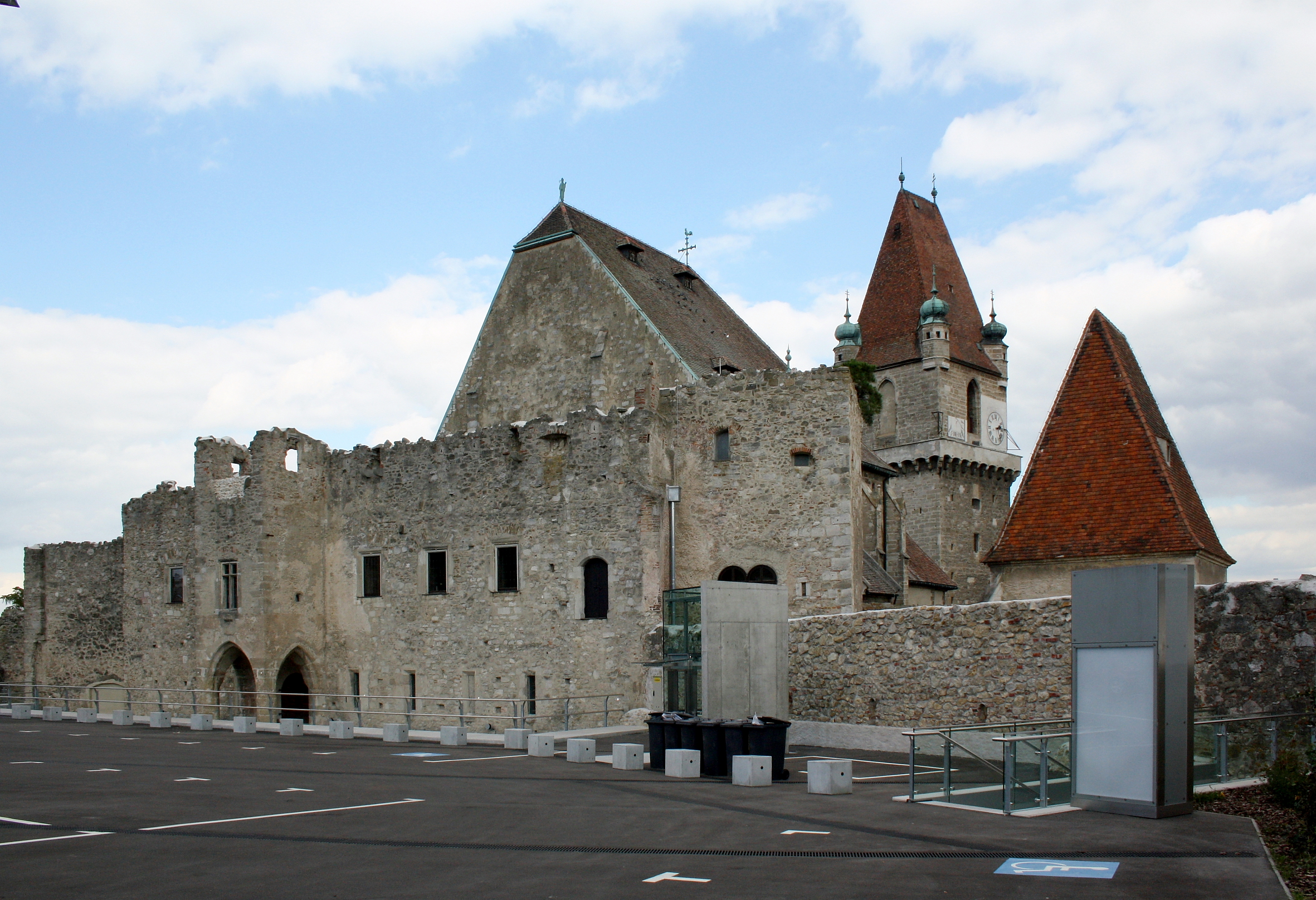
A hercegi vár romjai és a Wehrturm-torony

A város területén talált két neolitikus körsánc tanúsága szerint a régió már legalább hatezer éve lakott. A régészeti ásatások során késő ókori sírokat és középkori szőlőpréseket is találtak. Nevét először 1140-ben említik, ekkor feltehetően a vár mellé, a mai piactérre települt falu alkotta a települést. A perchtoldsdorfi vár ura ekkor Heinricus de Pertoldesdorf volt. 1286-ban Otto von Perchtoldsdorf halála után kihalt a família és a Habsburgok szerezték meg a várat, amelyben a család özvegyi sorba jutott nőtagjai (például III. Albert herceg özvegye, Nürnbergi Beatrix) laktak. 1400-ban a település már akkora volt, hogy vásárjogot kaphatott.
III. Frigyes császár és öccse, VI. Albert főherceg konfliktusa miatt a régió instabillá vált. 1446-ban Hunyadi János katonái égették fel Perchtolsdorfot. A várat különböző rivális frakciók foglalták el, többek között 1477-1490 között Mátyás magyar király. Az ő halála után I. Miksa visszaállította a Habsburg-uralmat. A gyakori tulajdonosváltás miatt az 1450-ben megkezdett 60 méter magas torony (a város mai egyik jelképe) építése 1521-ig elhúzódott. Bécs 1529-es ostroma alatt a torony és a vár sikeresen ellenállt a törököknek, miközben a környéket teljesen elpusztították. 
Az 1683-as ostrom alatt Perchtolsdorf megadta magát, a törökök ennek ellenére feldúlták a várost, lakosait pedig lemészárolták. 
A vasút az egyik első osztrák vonallal 1842-ben ért el Perchtoldsdorfba. Ezután a Bécsi-erdő közelsége miatt a város a bécsiek kedvelt kirándulóhelyévé vált. Fellendült a bortermelés, számos villa épült. 1938 és 1954 között a város Nagy-Bécs része volt. A második világháborúban nem szenvedett jelentős károkat.

## Lakosság
A perchtoldsdorfi önkormányzat területén 2022 januárjában 14 886 fő élt. A lakosságszám 1869 óta gyarapodó tendenciát mutat. 2020-ban az ittlakók 90,5%-a volt osztrák állampolgár; a külföldiek közül 3,4% a régi (2004 előtti), 3,2% az új EU-tagállamokból érkezett. 1,2% az egykori Jugoszlávia (Szlovénia és Horvátország nélkül) vagy Törökország, 1,7% egyéb országok polgára volt. 2001-ben a lakosok 67,4%-a római katolikusnak, 6,8% evangélikusnak, 1,9% ortodoxnak, 1,1% mohamedánnak, 17,8% pedig felekezeten kívülinek vallotta magát. Ugyanekkor 75 magyar élt a mezővárosban; a legnagyobb nemzetiségi csoportot a németek (92,8%) mellett a szerbek alkották 1,8%-kal.
A népesség változása:

| 2016 | 14 975 |
| 2018 | 15 047 |

## Látnivalók
A város fő látványossága a vár romjai, a középkori piactér és legnagyobb osztrák, épségben megmaradt középkori torony. A torony a templom harangtornyaként is szolgál, bár közvetlen kapcsolat nincs a két épület között. 
- a torony és a várfalak
- a gótikus plébániatemplom
- a perchtoldsdorfi temetőben található többek között Josef Hyrtl anatómus[2] és Hans Fronius festő sírja
- a november 6-a (Szt. Leonhard napja) utáni vasárnap és hétfőn tartott borfesztivál

## Híres perchtoldsdorfiak
- Alfred Merz (1880-1925) geográfus
- Oswald Tschirtner (1920-2007) festő

A városban élt hosszabb ideig:
- Berté Henrik (1857-1924) zeneszerző
- Pietro Giannone (1676-1748) történész
- Christoph Willibald Gluck (1714-1787) zeneszerző
- Karl Gölsdorf (1861-1916) mérnök
- Edmund von Hellmer (1850-1935) szobrász
- Carl Thomas Mozart (1784-1858) Mozart fia
- Karl Prusik (1896-1961) hegymászó, róla nevezték el a pruszikcsomót

## Testvérvárosok
- Donauwörth, Németország

## Fordítás
- Ez a szócikk részben vagy egészben  a   Perchtoldsdorf című angol Wikipédia-szócikk ezen változatának fordításán alapul.  Az eredeti cikk szerkesztőit annak laptörténete sorolja fel. Ez a jelzés csupán a megfogalmazás eredetét és a szerzői jogokat jelzi, nem szolgál a cikkben szereplő információk forrásmegjelöléseként.